# Władysław Iwaniec
Władysław Iwaniec (ur. 15 czerwca 1952 w Tarnowie) – polski inżynier, doktor nauk technicznych, docent  Państwowej Wyższej Szkoły Zawodowej w Tarnowie i pierwszy prorektor (w latach 1998–2007) ds. studiów tej uczelni.

## Życiorys
Jest absolwentem Akademii Górniczo-Hutniczej w Krakowie. W latach 1989–98 pełnił funkcję informatyka wojewódzkiego i pełnomocnika wojewody tarnowskiego ds. informatyki. Był organizatorem i pierwszym dyrektorem Ośrodka Informatyki Urzędu Wojewódzkiego w Tarnowie. W 1990 obronił pracę doktorską pt. Identyfikacja parametrów wybranej klasy modeli matematycznych przy pomocy funkcji Walsha, której promotorem był prof. Wojciech Mitkowski. 
W latach 1998–2007 był pierwszym prorektorem ds. Państwowej Wyższej Szkoły Zawodowej w Tarnowie.

## Odznaczenia
- Medalem „Lumen Mundi”.
- Złotym i Srebrnym Krzyżem Zasługi.
- Srebrnym i Brązowym Medalem „Za zasługi dla obronności kraju”.
- Złotym Medalem za Długoletnią Służbę[1].